# Heterusia ovatiplaga
Heterusia ovatiplaga är en fjärilsart som beskrevs av W. Warren 1905. Heterusia ovatiplaga ingår i släktet Heterusia och familjen mätare. Inga underarter finns listade i Catalogue of Life.